# Charles Richard Chappell
Charles Richard Chappell (Greenville, Dél-Karolina, 1943. június 2. –) amerikai fizikus, űrhajós.

## Életpálya
1965-ben a Vanderbilt Egyetemen fizikából diplomázott. 1969-ben a Rice University keretében doktori vizsgát tett (Ph.D.). A NASA Marshall Spaceflight Center (MSFC) tudósaként tevékenykedett.
1985. december 27-től a Lyndon B. Johnson Űrközpontban részesült űrhajóskiképzésben. Kiképzett űrhajósként tagja volt az STS–45 támogató (tanácsadó, problémamegoldó) csapatának. Űrhajós pályafutását 1992. április 2-án fejezte be. 1995-től a NASA MSFC igazgatója. 1999-től a Vanderbilt Egyetem oktatója.

## Tartalék személyzet
STS–45, az Atlantis űrrepülőgép 11. repülésének rakományfelelőse.